# 渭南高新中学
渭南高新中学始建于1997年，是国家级渭南高新技术产业开发区举办的一所公办完全中学，是陕西省标准化高中。学校占地75亩，建筑面积18,000平方米。现有在校学生1460人，教职工142名，其中专任教师106人（含美籍外教2人），中学正高级教师1名，高级教师21人，博士研究生2名，硕士研究生18人，国家级、省级骨干教师10人，省级教学能手6人，市级“教学能手”22人。历史学家、美籍华人谭汝谦博士出任学校名誉校长。
学校先后与美国圣克罗路德中学、上海南洋模范中学、北京育英中学、广州真光中学缔结友好学校，设有西部教育研究中心专家工作站和陕西省艺术教育学科带头人专家工作站。